# Каменский городской совет
Каменской городской совет (укр. Кам`янська міська рада; до 2016 года —  Днепродзержинский городской совет, укр. Дніпродзержинська міська рада) — административно-территориальная единица и соответствующий орган местной власти в составе Днепропетровской области Украины.
Административный центр городского совета находится в городе Каменское.

## Населённые пункты совета
- г. Каменское
- пос. Светлое
- пгт Карнауховка